# Тогус-Алдар
Тогус-Алдар (осет.  Тогус-Æлдар, Тогъыс-Æлдар) — персонаж осетинского нартского эпоса, могущественный правитель, враг нартов. 

## Мифология
У Тогус-Алдара были бесчисленные табуны, которые охранял волк с железной пастью, ястреб с железным клювом и жеребец с железной мордой. Многочисленные конные отряды Тогус-Алдара преградили путь дружинам Насран-Алдара, когда те направлялись к морю. Юный нартский герой Ацамаз вызвался справиться с войсками Тогус-Алдара. По совету своего коня Ацамаз окунул его в безводный клей и извалял в гальке и таким образом, одолев охранников табунов Тогус-Алдара, переправил табуны к нартам. После этого юный Ацамаз вступил в вступил в продолжительную борьбу с Тогус-Алдаром и получил от него смертельную рану. Ацамаза спасла жена Тогус-Алдара, которая имела необыкновенное свойство, исцелявшего всякого раненого, если тот ложился с ней спать. Тогус-Алдар, привезя пленённого Ацамаза к себе домой, опрометчиво бросил его на войлок, на котором спала его жена. Ацамаз исцелился за ночь и убил своего врага, после чего женился на его жене:

«Сражались два дня, а под вечер третьего дня Ацамаз под тяжестью стрел, пронзивших его, упал. Тогус-Алдар привязал его к хвосту своего коня и приволок в свой дом. На ночь бросили Ацамаза на какой-то войлок, который всегда валялся в углу. Войлок же оказался таким, на котором спала жена Тогус-Алдара. На ночь Ацамаз лёг спать на войлоке и к утру исцелился от ран. Стрелы выпали из его боков, и образовалась большая куча стрел. Днём Ацамаз убил Тогус-Алдара, забрал его жену себе в жёны»  .

## Источник
- Нарты. Осетинский героический эпос. М., изд. «Наука», Главная редакция Восточной литературы, 1989, ISBN 5-02-016996-X